# 2010年河北元氏铲车冲撞事件
2010年河北元氏铲车冲撞事件又称元氏县八一惨案，是於2010年8月1日15:47在中華人民共和国河北省石家庄市元氏县南佐镇发生的一起重大的交通事故及刑事案件。事件发生之时有民众拨打110报警，但警察兩小時後才赶到罪案现场，此时犯罪嫌疑人已經被民众自行制服。事件最终造成数十人死伤，也有许多车辆和建筑门脸被砸，其中的车辆除私家车以外还包括数辆大型卡车与一辆中型公共汽车，最终产生了严重的财产损失。民众对犯罪嫌疑人所作行为表示愤怒的同时，也表达了对警察的效率的不满与对犯罪嫌疑人作案动机的疑问。事件结束以后，犯罪嫌疑人李獻良涉嫌以危險方法危害公共安全罪被元氏县公安局刑事拘留。
事件结束以后，相关领导来到受害者家中进行慰问，其家属也获得了相应赔偿。虽然多数受害者家属对赔偿数额比较满意，但仍旧对当局的出警速度有意见、认为警察涉嫌不作为，还有媒体指出中国多家媒体统一报道的死伤人数疑似瞒报。此外在事件结束以后，没有任何媒体进行后续报道，对于犯罪嫌疑人的审判结果等诸多问题也无任何讯息，这可能与中共中央宣传部在事件发生之后严格控制中国媒体的报道有关。

## 事件经过
犯罪嫌疑人李献良（事件发生之后，元氏县民间俗称铲车哥），来自元氏县赵同乡池村，事件发生之前其是元氏县南佐镇盛兴煤场的一名铲车司机。
2010年8月1日当天李献良提出辞职，煤场经理便为其摆宴席送行。席间李献良有饮酒，当天15:00左右，李献良负责帮某人装车时与司机发生口角，继而发生肢体冲突，而后被煤场老板拉开，令李献良恼羞成怒，随即驾驶铲车将煤场内的简易房屋推倒，致使正在房内休息的一位外地客户被砸身亡，然后便于15:47驾驶铲车冲上井元公路南佐路段以及南佐镇内，撞毁了数十辆汽车，接着又撞毁简易房屋及门脸等十余间。
民众拨打110报警电话报案，然而警方却迟迟未到。民众随即开始了大规模的自救反抗，期间有几位见义勇为的村民使用大石块朝铲车驾驶室猛扔，之后趁机进入驾驶室拿起菜刀朝着李献良猛砍，将李献良逼出之后，民众一哄而上将李献良猛打造成其严重受伤。之后过了20－30分钟，警察才赶到。最后相关媒体称该事件最终造成8名群众先后死亡、30多名群众受伤，后来又有3名群众抢救无效死亡。总共11人死亡、30余人受伤。
当天晚上20:00左右，警方对犯罪嫌疑人的酒精检测显示其血液中的酒精含量为154mg/100ml，属于醉酒状态。因其涉嫌以危险方法危害公共安全罪，被元氏县公安局刑事拘留。

## 遇难民众
报道称该事件至少有11人死亡。其中外地人有2位，其余均是本地人。2位外地人是首先死亡的煤场内人员，分别是1名业务员与1名司机。本地人当中除5位成年人以外，其余4位均是未满6岁的儿童。在这5位成年人当中，还有1位是事发当地的派出所所长，不过至于其姓名、任职等信息，没有人给出准确回答。

### 事后补助
据信事件发生之后，多数遇难者家属获得了当地政府的15万人民币的补助外加1万元人民币的丧葬费，当时的县长称此款项是政府出于人道考虑给予的补助，并非是政府赔偿。

## 相关争议

### 媒体
事件结束之后没有任何媒体进行后续报道，对于犯罪嫌疑人的审判结果等诸多问题也无任何讯息，这极有可能是因为当时中共中央宣传部在事件发生之后严格控制中国媒体的报道。媒体曾提到“警方抓获犯罪嫌疑人”，但是对于抓捕过程却只字未提。甚至中国某地方卫视报道称当地发生事件之后“迅速组织公安”，但其实警方赶到之时已经是事件发生的两个小时以后，这类报道引起当地民众的不满。
此外，元氏县政府最初报道称死者均是群众，但是有记者调查之后发现死者当中有1位是事发当地的派出所所长，不过至于其姓名、任职等信息，没有人给出准确回答。不过据多名目击者证实犯罪嫌疑人在路上砸毁车辆的过程中曾有一名穿着警装的男子坐上警车鸣响警笛，或许该行为是为了阻止犯罪嫌疑人的进一步犯罪，但却惹恼犯罪嫌疑人导致其将警车砸毁并导致该名男子当场死亡。

### 民间
事件发生期间有民众向警方打电话报案，但据多名民众说民警赶到之时大家早已自行将凶手制服，此时已是事件发生过后的20－30分钟，又过去了20分钟左右，三、四名警察才开着警车鸣着警笛到达事故地点。该事件使民众对犯罪嫌疑人行为不解的同时，也使民众对民警的不作为感到愤怒，一名不愿透露姓名的群众说“当时很多人都报案了，他们很想了解当地公安民警到底做了哪些工作。”。不但是当时在场的目击者，在网上的一些论坛，也有很多人对民警的出警速度极为不满。一位不愿透露姓名的村民说“假使派出所接到煤场第一时间报警，并在40分钟内就出警的话，处警民警便可能会与铲车半路相遇，并有可能阻止事件继续恶化。”。
此外还有人指出犯罪嫌疑人李献良平时非常老实，这件事情的产生令他们很吃惊。还有人认为其“不可能干出这种事”，事件当天早上还有熟人与其打过招呼。还有人认为其是由于被人欺负导致愤怒才造成这样的惨案。

#### 遇难警察
事故结束以后经记者调查得知在这起事故发生之时，有一位身穿警服的人员经事发路段路边的房屋内出来之后进入其警车鸣笛示警，随后便被犯罪嫌疑人将警车砸毁并导致该名警察当场死亡。对于这件事情民间有多种说法，多数人认为该名警察属于见义勇为，并将其行为与元氏县公安局的出警速度缓慢做了明显对比，当地多数民众对该名警察的行为表示感动。

## 相关分析
相关人士指出事件发生之前李献良的父母早已离世，其哥哥也在事件发生的数年前病故，失去亲人的痛苦可能导致其丧失了价值感、安全感和归属感。另外由于李献良作案之时处于醉酒状态，容易丧失理智，再加上现实中的刺激形成的破坏力，最终触发了压抑已久的情绪形成井喷效应并导致这起惨案的发生。
河北省石家庄市某位心理咨询师对该事件分析说：“人之所以是人，是平衡状态下形成的三性：兽性（动物）、人性和神（爱）性，人的心理健康标准就是三性的和谐统一。即使在可怕的恶魔施暴者身上，也有他可怜的一面，也有他内心善的一面，人本身就是一个矛盾体，我们应该深思他行为背后的原因。”。